# Дворек (Нижньосілезьке воєводство)
Дворек (пол. Dworek) — село в Польщі, у гміні Львувек-Шльонський Львувецького повіту Нижньосілезького воєводства.
Населення — 100 осіб (2011).
У 1975-1998 роках село належало до Єленьоґурського воєводства.

## Демографія
Демографічна структура станом на 31 березня 2011 року:
|          | Загалом | Допрацездатний вік | Працездатний вік | Постпрацездатний вік |
| -------- | ------- | ------------------ | ---------------- | -------------------- |
| Чоловіки | 53      | 10                 | 38               | 5                    |
| Жінки    | 47      | 12                 | 25               | 10                   |
| Разом    | 100     | 22                 | 63               | 15                   |